# 人形嫌い
『人形嫌い』（にんぎょうぎらい）は、1982年9月25日公開の日本映画。三原順子（三原じゅん子）主演、日高武治監督。
実の兄に兄妹以上の感情を抱く女子高生の心理と整理を描いた青春映画。

## スタッフ
- 監督：日高武治
- 脚本：田中晶子
- 企画：杉義一
- 製作：香山新二郎
- プロデューサー：土屋源次
- 撮影：小島勲
- 美術：春木章
- 音楽：増尾元章
- 録音：浜勝堂
- 照明：仲澤廣幸
- 編集：近藤久
- 助監督：山内宗信

## キャスト
- 日樫もえ：三原順子
- 日樫亮：奥田瑛二
- 柴田純：芦川誠
- 甲斐怜子：谷川みゆき
- 吉岡徹：安藤一人
- 金剛武：矢崎滋
- 労務者風の男：丹古母鬼馬二
- 柴田康子：絵沢萠子
- 中沢弥生：島村佳江
- 女：片桐夕子
- 屋台のおでん屋：柳家小さん
- 男：前田吟

## 製作
企画は宝映企画社長・香山新二郎。製作費1億円。田中晶子が高校3年の時に書いた「日本シナリオ作家協会」主催第29回新人映画シナリオコンクール入選作の映画化。田中はその後、『なんとなく、クリスタル』『マノン』『ダイアモンドは傷つかない』などの脚色を担当し売り出し中のシナリオライターだった。監督は当初、横山博人が決まっていたが、三原主演のテレビドラマ『GOGO! チアガール』を演出した日高武治に変更になった。これは三原からの要請といわれる。日高はフリーの助監督として、中川信夫ら多数の監督作品に助監督として就いた後、1969年に東宝と監督契約を交わし、『サインはV』など、多くのテレビドラマの演出を手掛け、本作が初監督作。撮影当時は45歳だった。この後は再びドラマ演出に戻り、『積木くずし 〜親と子の200日戦争〜』のメイン演出等を務めた。
三原順子（三原じゅん子）は、1980年の『父よ母よ!』、この年2月公開の『あゝ野麦峠 新緑篇』に続いて、初の単独主演作品となった。三原はTBSのテレビドラマ『3年B組金八先生』でブレイクし、「ツッパリ三原順子」が代名詞のようになり、役柄もそのイメージの役が続いたが、本作のシナリオを読み、「どうしても"もえ"をやりたい。女の子なら誰でも、一度は経験する時代。"もえ"は私に似ている」などと話し、ツッパリ返上の感受性豊かな女子高校生役を志願して演じた。三原は原作シナリオの主人公と同じ17歳だった。
三原のクラスメート役で、ノンクレジットで川谷拓三の娘・仁科扶紀が出演している。

## 興行
東京日比谷みゆき座を中心に全国洋画系劇場で公開された。

## 作品の評価
北川れい子は「物語だけが描かれている印象。モノや台詞に込められた妹のさりげない挑発を映像化出来ておらず、メリハリに乏しい。一目で吹き替えと分かる三原のヌード・シーンの演出も問題あり」などと評している。